# Lentvora
Lentvora (ungarisch Lentő – bis 1907 Lentvora) ist eine Gemeinde im Süden der Slowakei mit 79 Einwohnern (Stand 31. Dezember 2024). Sie gehört zum Okres Lučenec, einem Kreis des Banskobystrický kraj, und ist zugleich Teil der traditionellen Landschaft Novohrad.

## Geographie
Die Gemeinde befindet sich im Mittelteil des Gebirges Ostrôžky im Quellbereich des Baches Riečka in einer Niederung innerhalb einer Hochebene. Das Ortszentrum liegt auf einer Höhe von 564 m n.m. und ist 27 Kilometer von Lučenec entfernt.
Nachbargemeinden sind Ábelová (Ortsteil Nedelište) im Westen und Norden, Polichno im Nordosten, Praha im Osten, Ľuboreč und Pravica im Süden und Šuľa im Südwesten.

## Geschichte

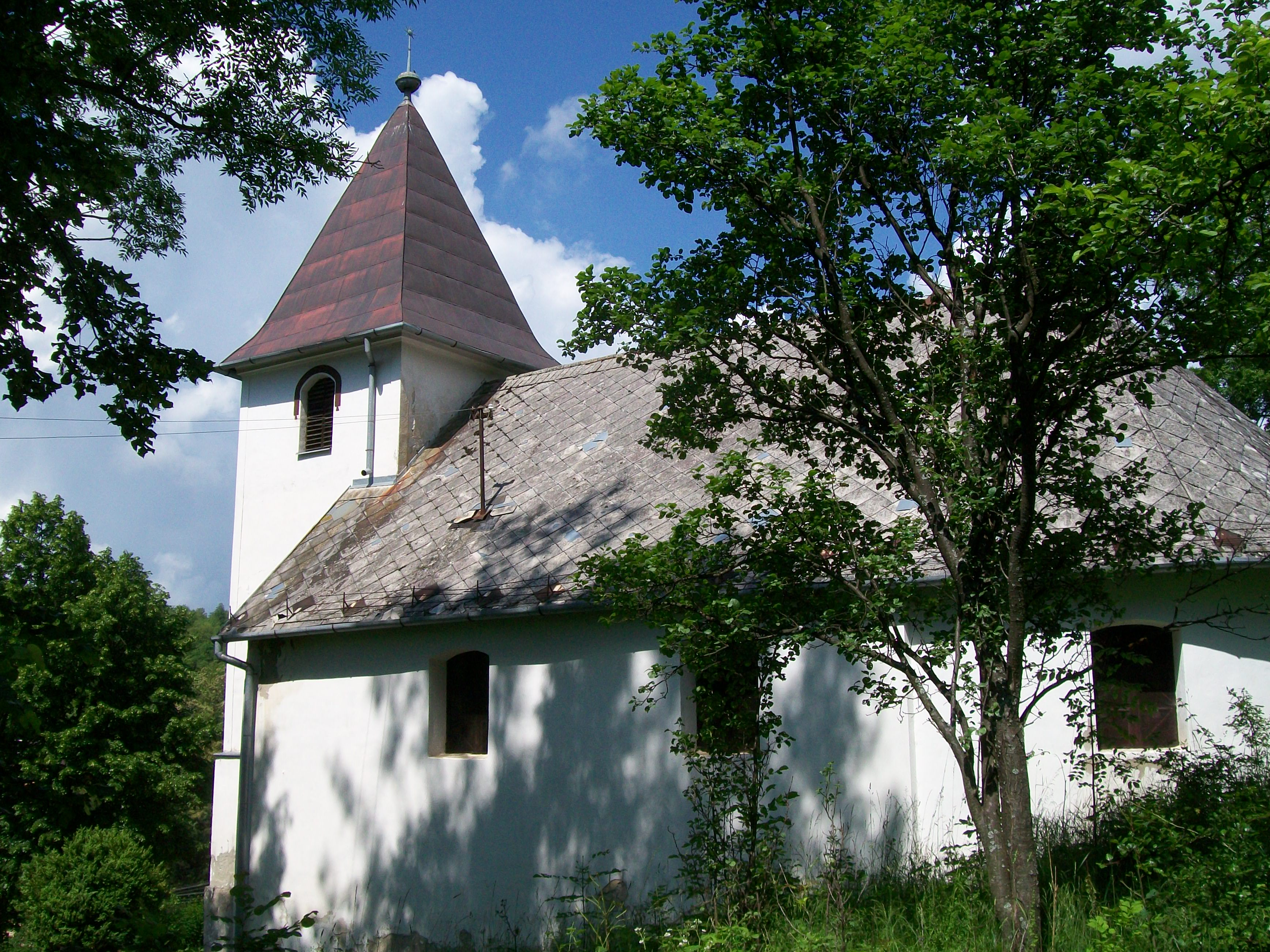
Evangelische Kirche in Lentvora

Lentvora wurde zum ersten Mal 1446 als Kozmalehotha schriftlich erwähnt und lag in der Herrschaft der Burg Divín, ab dem 17. Jahrhundert gehörte eine Hälfte der Ansiedlung der Herrschaft Blauenstein. Im 18. Jahrhundert gab es eine Gemeindebrauerei im Ort. 1828 zählte man 37 Häuser und 292 Einwohner, die als Landwirte und Viehhalter beschäftigt waren.
Bis 1918/1919 gehörte der im Komitat Neograd liegende Ort zum Königreich Ungarn und kam danach zur Tschechoslowakei beziehungsweise heute Slowakei.

## Bevölkerung
| Jahr                | 1994 | 2004    | 2014    | 2024     |
| ------------------- | ---- | ------- | ------- | -------- |
| Anzahl der Personen | 94   | 97      | 95      | 79       |
| Unterschied         |      | +3,19 % | −2,06 % | −16,84 % |

| Jahr                | 2023 | 2024    |
| ------------------- | ---- | ------- |
| Anzahl der Personen | 77   | 79      |
| Unterschied         |      | +2,59 % |

Gemäß der Volkszählung 2011 wohnten in Lentvora 92 Einwohner, davon 72 Slowaken und ein Magyare. 19 Einwohner machten keine Angabe zur Ethnie.
33 Einwohner bekannten sich zur römisch-katholischen Kirche, 25 Einwohner zur Evangelischen Kirche A. B. sowie jeweils ein Einwohner zur evangelisch-methodistischen Kirche und zur griechisch-katholischen Kirche. Neun Einwohner waren konfessionslos und bei 23 Einwohnern wurde die Konfession nicht ermittelt.

## Bauwerke
- evangelische Kirche im klassizistischen Stil aus dem Jahr 1810